# 貝伊波雷帆船

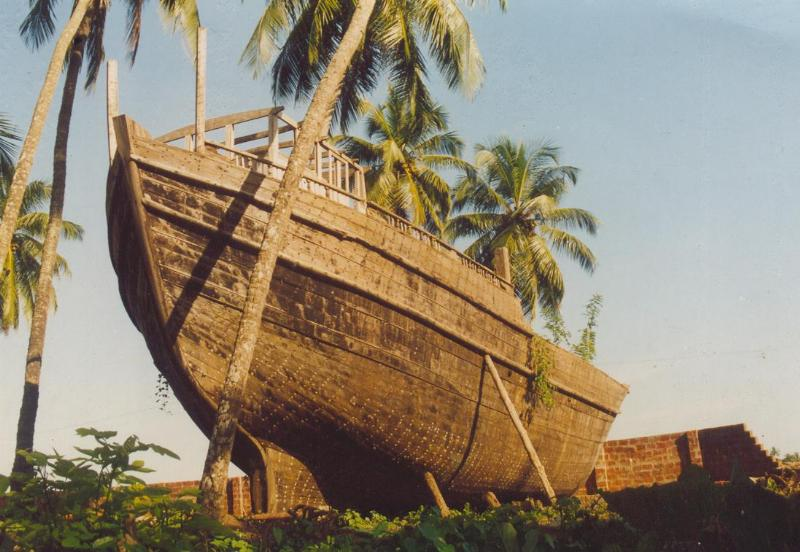
是一艘擁有古老設計的船。

貝伊波雷帆船（英語：Uru），這種類型的船自古以來就被阿拉伯人用作貿易船隻。這些船曾經主要由柚木的木材建造。